# Viens avec moi (film, 1941)
Pour les articles homonymes, voir Viens avec moi.
Pour plus de détails, voir Fiche technique et Distribution.

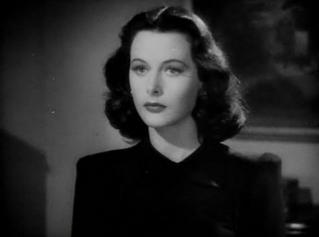
Hedy Lamarr

Viens avec moi (Come Live with Me) est un film américain en noir et blanc réalisé par Clarence Brown, sorti en 1941.

## Synopsis
Immigrée illégale aux États-Unis, Johnny Jones est menacée d’être expulsée. Son seul espoir est d’épouser un américain, mais son petit ami Barton Kendrick, un riche éditeur, est déjà marié. Elle propose à un écrivain sans le sou, Bill Smith, de se marier avec elle puis de divorcer. Mais celui-ci a d’autres idées en tête...

## Fiche technique
- Titre français : Viens avec moi
- Titre français alternatif : Épousez-moi
- Titre original : Come Live with Me
- Réalisation : Clarence Brown
- Scénario : Patterson McNutt d'après l'histoire de Virginia Van Upp
- Producteur : Clarence Brown
- Société de production : Metro-Goldwyn-Mayer
- Musique : Herbert Stothart
- Photographie : George J. Folsey
- Montage : Frank E. Hull
- Direction artistique : Cedric Gibbons
- Décorateur de plateau : Edwin B. Willis
- Costumes : Adrian
- Pays d'origine : États-Unis
- Langue : anglais
- Format : noir et blanc - 1.37:1 - Son : Mono (Western Electric Sound System)
- Genre : Comédie romantique
- Durée : 86 min
- Dates de sortie : 
  - États-Unis : 29 janvier 1941 Los Angeles
  - États-Unis : 31 janvier 1941
  - France : 23 novembre 1949

## Distribution
- James Stewart : Bill Smith
- Hedy Lamarr : Johnny Jones
- Ian Hunter : Barton Kendrick
- Verree Teasdale : Diana Kendrick
- Donald Meek : Joe Darsie
- Barton MacLane : Barney Grogan
- Edward Ashley : Arnold Stafford
- Ann Codee : Yvonne
- King Baggot : Doorman
- Adeline De Walt Reynolds : Grandma
- Frank Orth : Jerry
- Frank Faylen : Waiter
- Horace McMahon : Chauffeur de Taxi
- Greta Meyer : Frieda
- Tom Fadden (non crédité) : Charlie Gephardt